# Трухачёв, Вадим Викторович
Вадим Викторович Трухачёв (3 января 1963) — советский и российский юрист-криминалист. Доктор юридических наук (2001), профессор (2004).

## Биография
Родился 3 января 1963 года в городе Воронеже.
В 1985 году после окончания юридического факультета Воронежского государственного университета работал в органах прокуратуры Воронежской области.
С 1988 года работает на кафедре криминалистики юридического факультета Воронежского государственного университета в качестве преподавателя.
В 1990 году защитил в Саратовском юридическом институте диссертацию на соискание учёной степени кандидата юридических наук «Мотивация как элемент криминалистической характеристики преступлений» В 2001 году в Воронежском государственном университете защитил диссертацию на соискание учёной степени доктора юридических наук по теме «Правовые и криминалистические средства предупреждения, выявления и нейтрализации преступного воздействия на доказательственную информацию». 
Был доцентов и впоследствии профессором кафедры криминалистики. С 2003 года заведующий кафедрой уголовного права и криминологии юридического факультета Воронежского государственного университета.
Профессор кафедры криминалистики Воронежского института МВД России
Автор более 100 научных работ. Подготовил 7 кандидатов юридических наук.

## Основные работы
Монографии
- Криминалистический анализ сокрытия преступной деятельности — Воронеж: Издательство Воронежского государственного университета, 2000. — 224 с. ISBN 5-7455-1148-6.
- Преступное воздействие на доказательственную информацию. Правовые и криминалистические средства предупреждения, выявления, нейтрализации — Воронеж: Издательство Воронежского государственного университета, 2000. — 232 с. ISBN 5-7455-1134-6.

Учебные пособия
- Борьба с распространением наркотиков в исправительных учреждениях : учеб. пособие / В. В. Трухачев, Е. Л. Харьковский, П. А. Горовой; под ред. В. В. Трухачёва. Воронеж: Научная книга, 2004. — 163 с. ISBN 5-98222-030-2.
- Расследование преступлений против личности. Учебное пособие / Баев О. Я., Бирюков П. Н., Гавло В. К., Трухачёв В. В., и др.; Под ред. О. Я. Баева. — Воронеж: Изд-во Воронеж. ун-та, 1998. — 240 c.

Статьи
- Арбузов С. С., Лисицын В. В., Трухачёв В. В. Бездокументарные ценные бумаги — предмет хищения? // Российский следователь. — 2005. — № 12. — С. 32—35.